# Siergiej Briuchonienko
Siergiej Siergiejewicz Briuchonienko (ros. Сергей Сергеевич Брюхоненко; ur. 18 kwietnia?/30 kwietnia 1890 w Kozłowie, zm. 20 kwietnia 1960 w Moskwie) – radziecki fizjolog czasów stalinowskich. Badania Briuchonienki były podstawą rozwoju operacji na otwartym sercu w Rosji. W latach 1951–1958 kierował laboratorium w Instytucie Eksperymentalnych Urządzeń Chirurgicznych i Instrumentów w Moskwie (ros. Институт экспериментальных хирургических устройств и инструментов).
Briuchonienko skonstruował jeden z pierwszych modeli płucoserca, tzw. autojektor (ros. автожектор). Maszyna była używana w serii eksperymentów na psach pod koniec lat 30., co można zobaczyć na filmie Experiments in the Revival of Organisms (1940). Po nakręceniu filmu fizjolog przystosował maszynę do użycia na ludziach. Z pomocą jego urządzenia Aleksandr Wiszniewski przeprowadził w 1957 r. pierwszą w ZSRR operację na otwartym sercu.
W 1965 Briuchonienko pośmiertnie otrzymał Nagrodę Leninowską. Pochowany na Cmentarzu Nowodziewiczym w Moskwie.